# 中石化油服
中石化石油工程技术服务股份有限公司，簡稱中石化石油工程技术服务股份、中石化石油工程技术服务，以及中石化油服、石化油服（英語：Sinopec Oilfield Service Corporation，港交所：1033、上交所：600871）。
董事長為陈锡坤，首席執行官為孙清德。
在2012年，由母公司中国石油化工集团实施石油工程专业化整合重组，将胜利油田、中原油田、江汉油田、江苏油田、华北石油局、西南石油局、华东石油局等8家油田企业的石油工程业务整体剥离，与集团公司总部石油工程管理部（不含矿区业务管理职能和人员）及国际石油工程公司、上海海洋石油局整合，於北京市（總部）成立前身「中石化石油工程技术服务有限公司」，主要在全球經營地球物理、钻完井、油藏综合服务、油田地面建设、长输管道建设及其他相关业务。
在2014年12月4日，母公司实施仪征化纤股份有限公司（已在2015年4月28日除牌）与石油工程有限责任公司重大资产重组，12月31日完成资产交割。其後在2015年4月20日更名「中石化石油工程技术服务股份有限公司」。

## 外部連結
- ssc.sinopec.com（页面存档备份，存于）